# سورة النصر
سُورَةُ النَّصْرِ ثاني أقصر سور القرآن الكريم بعد سورة الكوثر بفارق عدد الكلمات فكلاهما آيات ثلاث، وهي سورة مدنية من المفصل، آياتها ثلاث وترتيبها في المصحف عشرة ومئة في الجزء الثلاثين، بدأت بأسلوب شرط ﴿إِذَا جَاءَ نَصْرُ اللَّهِ وَالْفَتْحُ ۝١﴾، نزلت بعد سورة التوبة وهي آخر سورة نزلت جُملَةً من القرآن حسب أغلب أقوال العلماء. تُبشر السورة النبي محمدًا بنصر الله والفتح ودخول الناس في دين الله أفواجًا، ويأمر الله النبي بالتسبيح والحمد والاستغفار، حين يتحقق هذا النصر، ويجتمع الناس على دينه إلى التوجه.
يختلف المُفسّرون في سبب نزول السورة على قولين اعتمادًا على زمن نزول السورة إن كان قبل فتح مكة أم بعده. وغالب قول المُفسرين أنها نزلت إيماءً إلى اقتراب أجل النبي. ويُضاف إلى ذلك تبشير النبي بفتح مكة، حسب القول بأن نزولها قبل الفتح. وفي هذا ما يُؤوّلُ ما في بعض الأخبار من إشارةٍ إلى اقتراب ذلك الأجل مثل ما في حديث ابن عبّاسٍ عند البيهقيّ في «دلائل النُّبُوّة» والدّارميّ وابن مردويه: لمّا نزلت: إذا جاء نصرُ اللّه والفتحُ دعا رسُولُ اللّه ﷺ فاطمة وقال: إنّهُ قد نُعيت إليّ نفسي، فبكت. وفي حديث ابن عبّاسٍ في «صحيح البخاري»: «هُو أجلُ رسُول اللّه ﷺ أعلمهُ لهُ قال: إذا جاء نصرُ اللّه والفتحُ وذلك علامةُ أجلك: فسبّح بحمد ربّك واستغفرهُ.». قال قتادة بن دعامة: «والله ما عاش بعد ذلك إلا قليلًا سنتين، ثم توفي ﷺ». وروي أنه لما نزلت خطب رسول الله فقال: «إن عبدًا خيره الله بين الدنيا وبين ما عند الله، فاختار ما عند الله عز وجل». فعلم أبو بكر فقال: «فديناك بأنفسنا وأموالنا وآبائنا وأولادنا». وعن ابن مسعود أن هذه السورة تسمى سورة التوديع لأنهم علموا أنها إيذان بقرب وفاة النبي.

## نص السورة
نص سورة النصر برواية حفص لقراءة عاصم:
الاختلافات في القراءات العشر:
- «وَرَأَيۡتَ»: قرأها حمزة بتسهيل الهمزة وقفًا، وقرأها الباقون بتحقيق الهمزة وصلًا ووقفًا.[1]
- «وَٱسۡتَغۡفِرۡهُۚ»: قرأها ابن كثير بصلة الهاء وصلًا، وحذف الصلة وقفًا مع إسكان الهاء، وقرأها الباقون بحذف الصلة مطلقًا مع إسكان الهاء وقفًا.[1]

### تعدادها
عدد آيات سورة النصر ثلاث آيات، وهي مساوية لسورتي الكوثر والعصر في عدد الآيات إلا أنها أطول من سورة الكوثر، وأقصر من سورة العصر في عدد الكلمات. أما عدد كلماتها فتسع عشرَة كلمة. وأما حروفها فقال أبو عمرو الداني: «وحروفها سَبْعَة وَسَبْعُونَ حرفا كحروف المسد»، وقال الخطيب الشربيني: «تسعة وسبعون حرفًا».

## زمن نزول السورة

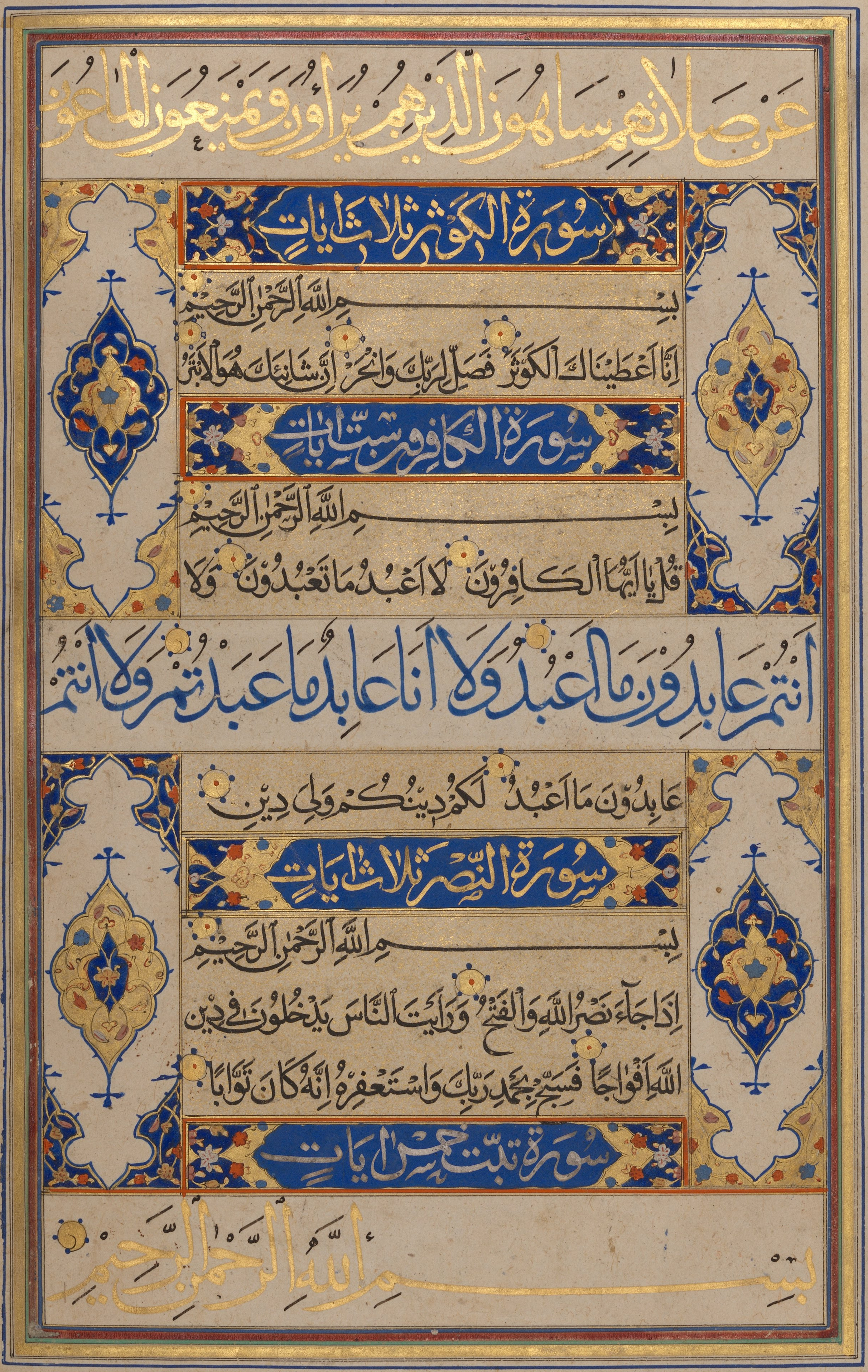
نسخة من القرآن الكريم وُجدت في إيران، تعود إلى سنة 1574-75م (982 هـ). محفوظة في مكتبة تشيستر بيتي.

سورة النصر مدنيّةٌ بالاتّفاق. واختلف في وقت نزولها:
- القول الأول: أنها آخر سورة نزلت من القرآن، نزلت بعد سورة التوبة، قال محمد الطاهر بن عاشور: «وعن ابن عبّاسٍ أنّها آخر سورةٍ نزلت من القرآن، فتكون على قوله السّورة المائة وأربع عشرة نزلت بعد سورة براءة، ولم تنزّل بعدها سورةٌ أخرى.».[2] فقيل: إنها نزلت في السنة التي توفي فيها رسول الله. وفي مسند أحمد عن ابن عباس قال: لما نزلت: إذا جاء نصر الله والفتح قال رسول الله ﷺ: «نُعيت إليَّ نفسي» بأنه مقبوض في تلك السنة.[6] وروى البزّار والبيهقيّ وابن أبي شيبة وعبد بن حميد عن ابن عمر أنّها نزلت أواسط أيّام التّشريق في عام حجة الوداع.[7]
- القول الثاني: أنها نزلت بعد غزوة حنين، عن قتادة: «نزلت قبل وفاة رسول اللّه صلّى الله عليه وسلّم بسنتين». وقال الواحدي: «نزلت في منصرف النبي ﷺ من حنينٍ، وعاش بعد نزولها سنتين»،[8] فيكون الفتح قد مضى ودخول النّاس في الدّين أفواجًا مستقبلًا، وهو في سنة الوفود سنة تسعٍ للهجرة، وعليه تكون «إذا» مستعملة في مجرّد التّوقيت دون تعيين.[7]
- القول الثالث: أنها نزلت في فتح مكة، قال ابن شهاب الزهري:[9] «فبعث رسول الله ﷺ خالد بن الوليد، فقاتل بمن معه صفوف قريش بأسفل مكة حتى هزمهم الله، ثم أمر رسول الله ﷺ، فرفع عنهم، فدخلوا في الدين، فأنزل الله ﴿إِذَا جَاءَ نَصْرُ اللَّهِ وَالْفَتْحُ ۝١﴾ [النصر:1] حتى ختمها.»
- القول الرابع: أنها نزلت بعد غزوة خيبر سنة سبعٍ للهجرة، ويؤيّده ما رواه الطّبريّ والطّبرانيّ عن ابن عبّاسٍ: «بينما رسول اللّه صلّى الله عليه وسلّم بالمدينة نزلت إذا جاء نصر اللّه والفتح قال رسول اللّه صلّى الله عليه وسلّم: «اللّه أكبر جاء نصر اللّه والفتح، وجاء نصر أهل اليمن» فقال رجلٌ: يا رسول اللّه وما أهل اليمن؟ قال: قومٌ رقيقةٌ قلوبهم، ليّنةٌ طباعهم، الإيمان يمانٍ والفقه يمانٍ والحكمة يمانيّةٌ» ومجيء أهل اليمن أوّل مرّةٍ هو مجيء وفد الأشعريّين عام غزوة خيبر.[5] وكذلك عدّها جابر بن زيد السّورة المائة والثّلاث في ترتيب نزول السّور، وقال: نزلت بعد سورة الحشر، وقبل سورة النّور. وهذا جارٍ على رواية أنّها نزلت عقب غزوة خيبر.[2]

## أسباب نزول السورة

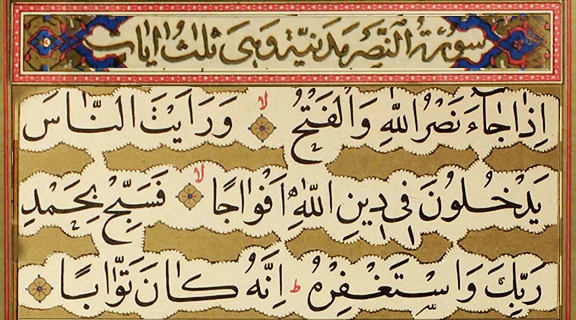
سورة النصر من مصحف يعود إلى نهاية عصر الدولة الصفوية سنة 1117 هـ.

يختلف المُفسّرون في سبب نزول السورة على قولين اعتمادًا على زمن نزول السورة إن كان قبل فتح مكة أم بعده. وغالب قول المُفسرين أنها نزلت إيماءً إلى اقتراب أجل النبي. ويُضاف إلى ذلك تبشير النبي بفتح مكة، حسب القول بأن نزولها قبل الفتح. ولما سأل عمر بن الخطاب الصحابة في مجلسه عن قوله تعالى ﴿إِذَا جَاءَ نَصْرُ اللَّهِ وَالْفَتْحُ ۝١﴾ [النصر:1]، قالوا: فتح المدائن والقصور قال: «ما تقول يا ابن عبّاسٍ»، قال: «أجل أو مثل ضرب لمحمد ﷺ نُعيت له نفسه». قال محمد الطاهر بن عاشور: «تظافرت الأخبارُ روايةً وتأويلًا أنّ هذه السُّورة تشتملُ على إيماءٍ إلى اقتراب أجل رسُول اللّه ﷺ وليس في ذلك ما يُرجّحُ أحد الأقوال في وقت نُزُولها إذ لا خلاف في أنّ هذا الإيماء يُشيرُ إلى توقيت بمجيء النّصر والفتح ودُخُول النّاس في الدّين أفواجًا، فإذا حصل ذلك حان الأجلُ الشّريفُ.»
وفي حديث ابن عبّاسٍ في «صحيح البخاري»: «هُو أجلُ رسُول اللّه ﷺ أعلمهُ لهُ قال: إذا جاء نصرُ اللّه والفتحُ وذلك علامةُ أجلك: فسبّح بحمد ربّك واستغفرهُ.».
وفي هذا ما يُؤوّلُ ما في بعض الأخبار من إشارةٍ إلى اقتراب ذلك الأجل مثل ما في حديث ابن عبّاسٍ عند البيهقيّ في «دلائل النُّبُوّة» والدّارميّ وابن مردويه: لمّا نزلت: إذا جاء نصرُ اللّه والفتحُ دعا رسُولُ اللّه ﷺ فاطمة وقال: إنّهُ قد نُعيت إليّ نفسي، فبكت.
ومن الروايات في سبب نزولها ما روي عن ابن عبّاسٍ قال: «لما أقبل رسول الله ﷺ من غزوة حنين، وأنزل الله تعالى: ﴿إِذَا جَاءَ نَصْرُ اللَّهِ وَالْفَتْحُ ۝١﴾ [النصر:1] قال: يا علي بن أبي طالب ويا فاطمة، قد جاء نصر الله والفتح، ورأيت الناس يدخلون في دين الله أفواجًا، فسبحان ربي وبحمده، واستغفره إنه كان توابًا.»
ومن الروايات أيضًا ما رواه ابن شهاب الزهري فقال: «بعث رسول الله ﷺ خالد بن الوليد، فقاتل بمن معه صفوف قريش بأسفل مكة حتى هزمهم الله، ثم أمر رسول الله ﷺ، فرفع عنهم، فدخلوا في الدين، فأنزل الله ﴿إِذَا جَاءَ نَصْرُ اللَّهِ وَالْفَتْحُ ۝١﴾ [النصر:1] حتى ختمها.»

## مناسبتها للسورة قبلها
تتصل السورة بختام سورة الكافرون ﴿وَلِيَ دِينِ﴾، ففيه إشعار بأن الله خلص دينه، وسلمه من شوائب المخالفين، فعقب ببيان وقت ذلك، وهو مجيء الفتح والنصر، فإن الناس حين دخلوا في دين الله أفواجًا، فقد تم الأمر وذهب الكفر، وخلص دين الإسلام ممن كان يناوئه؛ ولذلك كانت السورة إشارة إلى وفاة النبي. وقال فخر الدين الرازي: «كأنه تعالى يقول: لما أمرتك في السورة المتقدمة بمجاهدة جميع الكفار، بالتبري منهم، وإبطال دينهم، جزيتك على ذلك بالنصر والفتح، وتكثير الأتباع».

## تفسير السورة

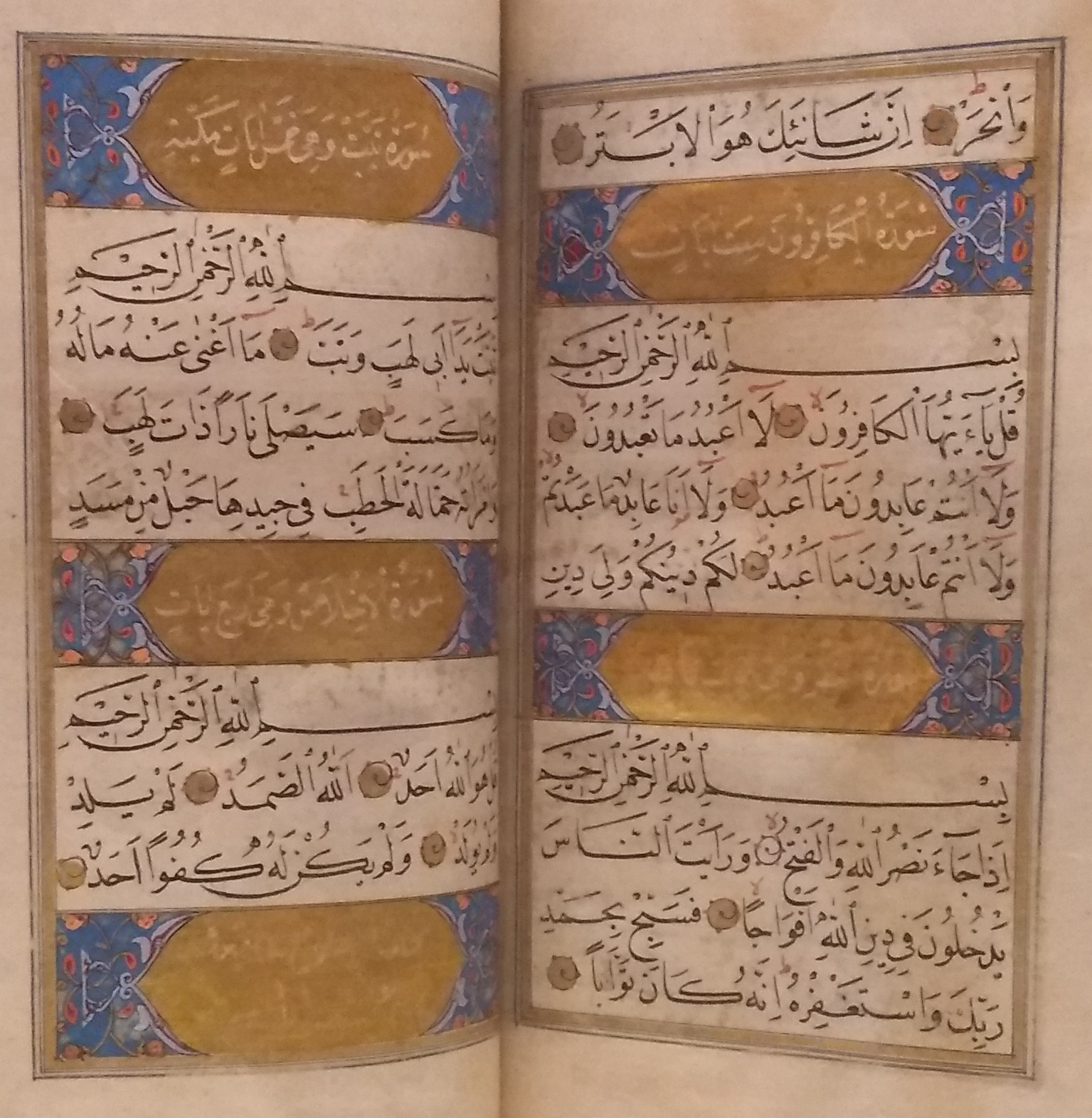
صفحتان متقابلتان من مخطوطة قرآنية تحتويان على سور الكافرون والنصر والمسد والإخلاص.

تُبشر الآيات النبي محمدًا بنصر الله والفتح ودخول الناس في دين الله أفواجًا، ويأمر الله النبي بالتسبيح والحمد والاستغفار، حين يتحقق هذا النصر، ويجتمع الناس على دينه إلى التوجه. عن عائشة بنت أبي بكر: «كان رسول الله ﷺ يكثر في آخر أمره من قوله: "سبحان الله وبحمده، أستغفر الله وأتوب إليه" وقال: "إن ربي كان أخبرني أني سأرى علامة في أمتي، وأمرني إذا رأيتها أن أسبح بحمده وأستغفره إنه كان توابا" فقد رأيتها». قال ابن كثير الدمشقي في التفسير: والمراد بالفتح هاهنا فتح مكة. قولًا واحدًا. فإن أحياء العرب كانت تتلوم بإسلامها فتح مكة يقولون: إن ظهر على قومه فهو نبي، فلما فتح الله عليه مكة دخلوا في دين الله أفواجًا، فلم تمض سنتان حتى استوسقت جزيرة العرب إيمانًا، ولم يبق في سائر قبائل العرب إلا مظهر للإسلام ولله الحمد والمنة، وقد روى البخاري في صحيحه عن عمرو بن سلمة قال: «لما كان الفتح بادر كل قوم بإسلامهم إلى رسول الله ﷺ وكانت الأحياء تتلوم بإسلامها فتح مكة يقولون: دعوه وقومه فإن ظهر عليهم فهو نبي». قال عبد الله بن عباس: «هذه السورة عَلَمٌ وحَدٌّ حَدَّهُ الله لنبيه ﷺ، ونعى له نفسه؛ أي: إنك لن تعيش بعدها إلا قليلًا». قال قتادة بن دعامة: «والله ما عاش بعد ذلك إلا قليلًا سنتين، ثم توفي ﷺ».
وروي أنه لما نزلت خطب رسول الله فقال: «إن عبدًا خيره الله بين الدنيا وبين ما عند الله، فاختار ما عند الله عز وجل». فعلم أبو بكر فقال: «فديناك بأنفسنا وأموالنا وآبائنا وأولادنا». وعن ابن مسعود أن هذه السورة تسمى سورة التوديع لأنهم علموا أنها إيذان بقرب وفاة النبي.

### تفسير الآيات
الآية الأولى: ﴿إِذَا جَاءَ نَصْرُ اللَّهِ وَالْفَتْحُ ۝١﴾ [النصر:1]: المراد بهذا النصر نصر الرسول على قريش، وقيل: نصره على من قاتله من الكفار، فإن عاقبة النصر كانت له. وأما الفتح فهو فتح مكة، وهو تفسير الحسن البصري ومجاهد بن جبر وغيرهما. وقال ابن عباس وسعيد بن جبير: «هو فتح المدائن والقصور». وقيل: «فتح سائر البلاد». وقيل: «ما فتحه عليه من العلوم». مَا الْفَرْقُ بَيْنَ النَّصْرِ وَالْفَتْحِ حَتَّى عَطَفَ الْفَتْحَ عَلَى النَّصْرِ؟ الجواب من وجوه، يقول الفخر الرازي: «أحدها: النصر هو الإعانة على تحصيل المطلوب، والفتح هو تحصيل المطلوب الذي كان متعلقا، وظاهر أن النصر كالسبب الفتح، فلهذا بدأ بذكر النصر وعطف الفتح عليه وثانيها: يحتمل أن يقال: النصر كمال الدين، والفتح الإقبال الدنيوي الذي هو تمام النعمة، ونظير هذه الآية قوله: الْيَوْمَ أَكْمَلْتُ لَكُمْ دِينَكُمْ وَأَتْمَمْتُ عَلَيْكُمْ نِعْمَتِي».
الآية الثانية: ﴿وَرَأَيْتَ النَّاسَ يَدْخُلُونَ فِي دِينِ اللَّهِ أَفْوَاجًا ۝٢﴾ [النصر:2]: ورأيت الناس أي العرب وغيرهم يدخلون في دين الله جماعات فوجًا من بعد فوج. وقال عكرمة ومقاتل بن سليمان: «أراد بالناس أهل اليمن». وذلك أنه ورد وفود كثيرة من اليمن، فَسُرَّ النبي لذلك، وفي صحيح مسلم عن أبي هريرة قال: قال رسول الله ﷺ: «أتاكم أهل اليمن، هم أضعف قلوبا، وأرق أفئدة الفقه يمان، والحكمة يمانية».
قدمت الآيات التسبيح والحمد على الاستغفار، يقول محمد الطاهر بن عاشور: «وتقديم التسبيح والحمد على الاستغفار؛ لأن التسبيح راجع إلى وصف الله تعالى بالتنزه عن النقص، وهو يجمع صفات السلب، فالتسبيح متمحض لجانب الله تعالى، ولأن الحمد ثناء على الله لإنعامه، وهو أداء العبد ما يجب عليه لشكر المنعم، فهو مستلزم إثبات صفات الكمال لله التي هي منشأ إنعامه على عبده، فهو جامع بين جانب الله وحظ العبد، وأما الاستغفار فهو حظ للعبد وحده؛ لأنه طلبه الله أن يعفو عما يؤاخذه عليه.».
الآية الثالثة: ﴿فَسَبِّحْ بِحَمْدِ رَبِّكَ وَاسْتَغْفِرْهُ إِنَّهُ كَانَ تَوَّابًا ۝٣﴾ [النصر:3]: أي إذا صليت فأكثر من ذلك. وقيل: معنى سبِّح: صلِّ. (بحمد ربك) أي حامدًا له على ما آتاك من الظفر والفتح. واستغفره أي سل الله الغفران. وقيل: فسبح المراد به: التنزيه، أي نزهه عما لا يجوز عليه مع شكرك له. واستغفره أي سل الله الغفران مع مداومة الذكر. قالت أم سلمة: «كان النبي ﷺ آخر أمره لا يقوم ولا يقعد ولا يجيء ولا يذهب إلا قال: سبحان الله وبحمده، أستغفر الله وأتوب إليه، فإني أمرت بها». وقال أبو هريرة: «اجتهد النبي ﷺ بعد نزولها، حتى تورمت قدماه. ونحل جسمه، وقل تبسمه، وكثر بكاؤه». وقال عكرمة: «لم يكن النبي ﷺ قط أشد اجتهادًا في أمور الآخرة ما كان منه عند نزولها».
قال الشوكاني: «إنما أمره الله -سبحانه- بالاستغفار تنبيها لأمته وتعريضا بهم، فكأنهم هم المأمورون بالاستغفار. وقيل: إن الله -سبحانه- أمره بالاستغفار لأمته لا لذنبه». قال القرطبي «وقيل: الاستغفار تعبد يجب أتيناه، لا للمغفرة، بل تعبدا. وقيل: ذلك تنبيه لأمته، لكيلا يأمنوا ويتركوا الاستغفار. وقيل: واستغفره أي استغفر لأمتك».

## إعراب السورة
| إعراب سورة النصر                                    | إعراب سورة النصر | إعراب سورة النصر | إعراب سورة النصر | إعراب سورة النصر | إعراب سورة النصر |
| --------------------------------------------------- | --- | ---------------- | ---------------- | ---------------- | ---------------- |
| ﴿إِذَا جَاءَ نَصْرُ اللَّهِ وَالْفَتْحُ ۝١﴾ [النصر:1]               | |                  |                  |                  |                  |
| إِذَا                                                 | إذا ظرفية شرطية غير جازمة، ظرف زمان مستقبل متضمن معنى الشرط متعلق بجوابه "فَسَبِّحْ" خافض لشرطه "جَاءَ".                                      |                  |                  |                  |                  |
| جَاءَ                                                 | فعل ماض مبني على الفتح، وجملة جاء في محل جر بإضافة الظرف إليها.                                                                        |                  |                  |                  |                  |
| نَصْرُ                                                 | فاعل مرفوع بالضمة الظاهرة على آخره. |                  |                  |                  |                  |
| اللَّهِ                                                | لفظ الجلالة مُضافٌ إليه مجرور وعلامة جرّه الكسرة.                                                                                         |                  |                  |                  |                  |
| وَالْفَتْحُ                                              | معطوف على نَصْرُ مرفوع وعلامة رفعه الضمة.                                                                                                 |                  |                  |                  |                  |
| ﴿وَرَأَيْتَ النَّاسَ يَدْخُلُونَ فِي دِينِ اللَّهِ أَفْوَاجًا ۝٢﴾ [النصر:2] | |                  |                  |                  |                  |
| وَرَأَيْتَ                                               | الواو حرف عطف، والجملة معطوفة على ما قبلها. والفعل فعل ماض مبني على السكون، والتاء فاعل.                                               |                  |                  |                  |                  |
| النَّاسَ                                               | مفعول به منصوب وعلامة نصبه الفتحة. |                  |                  |                  |                  |
| يَدْخُلُونَ                                              | فعل مضارع مرفوع بثبوت النون، والواو فاعل، والجملة في محل نصب مفعول به ثانِ.                                                             |                  |                  |                  |                  |
| فِي                                                  | حرفُ جرٍّ مبني على السّكون |                  |                  |                  |                  |
| دِينِ                                                 | اسمٌ مجرور وعلامة جرّه الكسرة. |                  |                  |                  |                  |
| اللَّهِ                                                | لفظ الجلالة مُضافٌ إليه مجرور وعلامة جرّه الكسرة.                                                                                         |                  |                  |                  |                  |
| أَفْوَاجًا                                              | حال منصوبة بالفتحة الظاهرة. |                  |                  |                  |                  |
| ﴿فَسَبِّحْ بِحَمْدِ رَبِّكَ وَاسْتَغْفِرْهُ إِنَّهُ كَانَ تَوَّابًا ۝٣﴾ [النصر:3]  | |                  |                  |                  |                  |
| فَسَبِّحْ                                                | الفاء رابطة، والفعل فعل أمر مبني على السكون، فاعله مستتر تقديره أنت عائد على النبي، والجملة جواب شرط «إذا» لا محل لها.                 |                  |                  |                  |                  |
| بِحَمْدِ                                                | الباء حرف جر، و(حمد)اسمٌ مجرور وعلامة جرّه الكسرة.                                                                                       |                  |                  |                  |                  |
| رَبِّكَ                                                 | مُضافٌ إليه مجرور وعلامة جرّه الكسرة، والكاف في محل جر مضاف إليه.                                                                         |                  |                  |                  |                  |
| وَاسْتَغْفِرْهُ                                            | الواو حرف عطف، والفعل فعل أمر مبني على السكون، فاعله مستتر تقديره أنت عائد على النبي، والهاء في محل نصب مفعول به عائد على لفظ الجلالة. |                  |                  |                  |                  |
| إِنَّهُ                                                 | حرف ناسخ مبني على الفتح، والهاء اسم إنَّ في محل نصب.                                                                                     |                  |                  |                  |                  |
| كَانَ                                                 | فعل ماض ناسخ مبني على الفتح، واسمها ضمير مستتر تقديره هو.                                                                              |                  |                  |                  |                  |
| تَوَّابًا                                               | خبر كان منصوب بالفتحة. والجملة في محل رفع خبر إنَّ.                                                                                      |                  |                  |                  |                  |

### معلومات المراجع المُفصَّلة
- الخطيب الشربيني (1868)، السراج المنير في الإعانة على معرفة بعض معاني كلام ربنا الحكيم الخبير، القاهرة: الهيئة العامة لشؤون المطابع الأميرية، OCLC:236016840، QID:Q115641715
- القرطبي (1935)، الجامع لأحكام القرآن، والمبين لما تضمنه من السنة وآي الفرقان: تفسير القرطبي، القاهرة: دار الكتب والوثائق القومية، OCLC:17965928، QID:Q115683910{{استشهاد}}:  صيانة الاستشهاد: ref duplicates default (link)
- ابن حجر العسقلاني (1959)، فتح الباري بشرح صحيح البخاري، تحقيق: محب الدين الخطيب، بيروت: دار المعرفة للطباعة والنشر، OCLC:1103728639، QID:Q116945634
- جلال الدين السيوطي (1978)، تناسق الدرر في تناسب السور: أسرار ترتيب القرآن، تحقيق: عبد القادر عطا (ط. 2)، القاهرة: دار الاعتصام، OCLC:4770960033، QID:Q115732199
- عبد الفتاح القاضي (1981)، البدور الزاهرة في القراءات العشر المتواترة (ط. 1)، بيروت: دار الكتاب العربي، OCLC:457123342، QID:Q115641917
- محمد الطاهر بن عاشور (1984)، التحرير والتنوير من التفسير، تونس: الدار التونسية للنشر، OCLC:11603545، QID:Q115641984
- محي الدين درويش (1992)، إعراب القرآن الكريم وبيانه (ط. 3)، دمشق، حمص: اليمامة للطباعة والنشر والتوزيع، دار ابن كثير، دار الإرشاد للشؤون الجامعية، OCLC:4771426697، QID:Q115640897
- الواحدي (1992)، أسباب النزول، تحقيق: عصام الحميدان (ط. 2)، الدمام: دار الإصلاح، OCLC:4770205220، QID:Q115754123{{استشهاد}}:  صيانة الاستشهاد: ref duplicates default (link)
- أبو عمرو الداني (1994)، البيان في عد آي القرآن، تحقيق: غانم قدوري الحمد (ط. 1)، الكويت: مركز المخطوطات والتراث والوثائق، OCLC:32312189، QID:Q115651867
- أحمد بن حنبل (1995)، مسند الإمام أحمد بن حنبل، تحقيق: أحمد محمد شاكر، القاهرة: دار الحديث، QID:Q116878582
- ابن كثير الدمشقي (1998)، تفسير القرآن العظيم: تفسير ابن كثير، تحقيق: محمد حسين شمس الدين (ط. 1)، بيروت: دار الكتب العلمية، OCLC:914363003، QID:Q115701544
- فخر الدين الرازي (2000)، مفاتيح الغيب: تفسير فخر الدين الرازي (ط. 3)، بيروت: دار إحياء التراث العربي، OCLC:1158766639، QID:Q115728260
- محمد بن جرير الطبري (2001)، جامع البيان عن تأويل آي القرآن: تفسير الطبري، تحقيق: عبد الله بن عبد المحسن التركي (ط. 1)، القاهرة: هجر للطباعة والنشر والتوزيع والإعلان، OCLC:1103746918، QID:Q97221368
- سيد قطب (2003)، في ظلال القرآن (ط. 32)، القاهرة: دار الشروق، QID:Q127172787
- أحمد الدعاس؛ أحمد حميدان؛ إسماعيل القاسم (2004)، إعراب القرآن الكريم (ط. 1)، دمشق، بيروت: دار النمير، دار الفارابي، OCLC:957327916، QID:Q115640158
- محمد حسين سلامة (2006). إعراب جزء عم: إعراب وتفسير وبلاغة وأسباب النزول (ط. 1). القاهرة: دار الآفاق العربية. ISBN:977-344-102-4. OCLC:587740694. QID:Q115683765.
- جلال الدين السيوطي (2006). لباب النقول في أسباب النزول (PDF). بيروت: دار الكتاب العربي. ISBN:9953-27-134-8. OCLC:1053839290. QID:Q116996141.
- محمد بن علي الشوكاني (2007). فَتحُ القَدِير: الجامِع بَين فَنَّيِ الرواية والدِّراية مِن عِلمِ التفسير. مراجعة: يوسف الغوش (ط. 4). بيروت: دار المعرفة للطباعة والنشر. ISBN:9953-420-75-0. QID:Q117717783.

## وصلات خارجية
- سورة النصر بقراءة مشاري بن راشد العفاسي
- سورة النصر: تجويدا وتفسيرا - (موقع Altafsir.com).